# Дэвис, Сара (тяжелоатлетка)
Сара Дэвис (англ. Sarah Davies; род. 19 августа 1992, Престон) — британская тяжелоатлетка, выступающая в категории до 64 кг. Чемпионка Европы 2025 года. Призёр чемпионата мира и чемпионатов Европы. Представляла Англию на Играх Содружества. Участница летних Олимпийских игр 2020 года в Токио. 

## Биография
Сара Дэвис родилась 19 августа 1992 года.

## Карьера
На чемпионате Европы 2014 года Сара выступала в весовой категории до 63 килограммов и заняла одиннадцатое место. Её результат составил 188 килограммов в сумме (84 + 104). В том же году она участвовала на Играх Содружества, где стала седьмой с такой же суммой. Сара участвовала на юниорском чемпионате мира, где стала лишь 29-й, подняв 86 и 105 килограммов в двух упражнениях.
На чемпионате Европы 2015 года Сара участвовала в весовой категории до 58 кг и заняла 9-е место, подняв в рывке 82 килограмма и затем толкнув 106 кг. На взрослом чемпионате мира в том же году она стала 30-й в весовой категории до 69 кг. Дэвис подняла 202 кг в сумме (89 + 113).
На чемпионате Европы 2016 года Сара Дэвис стала седьмой в весовой категории до 58 кг, подняв в рывке 86 кг и в толчке 106 кг.
На чемпионате Европы 2017 года она вернулась в категорию до 63 кг и стала пятой с суммой в 208 кг (90 + 118). На чемпионате мира 2017 года британка ещё на один килограмм улучшила суммарный результат, став шестой.
На Играх Содружества в Голд-Косте завоевала серебро в весовой категории до 69 кг с результатом 217 кг. В Ашхабаде на чемпионате мира 2018 года стала пятнадцатой в новой весовой категории до 64 кг. Её результат составил 94 килограмма в рывке и 123 кг в толчке.
Дэвис стала четвёртой на чемпионате Европы 2019 года в Батуми, подняв 223 кг (98 + 125) и восьмой на чемпионате мира в Паттайе с результатами 98 кг в рывке и 124 кг в толчке.
Она заняла пятое место на Кубке мира в Риме в 2020 году, подняв 217 килограммов в сумме (96 + 121).
В апреле 2021 года на Чемпионате Европы в Москве, британская тяжёлоатлетка в олимпийской весовой категории до 64 кг, с результатом 230 килограммов стала серебряным призёром. В упражнении "рывок" с весом 101 кг, а также в упражнении "толчок" с весом 129 кг она завоевала малые серебряные медали.
В декабре 2021 года приняла участие в чемпионате мира, который состоялся в Ташкенте. В весовой категории до 71 килограмма, Сара по сумме двух упражнений с весом 234 кг завоевала серебряную медаль. В упражнении толчок она завоевала малую серебряную медаль (132 кг).
В Ереване, на чемпионате Европы 2023 года в категории до 71 кг завоевала бронзовую медаль с результатом 226 кг по сумме двух упражнений. В упражнении толчок ей досталась малая серебряная медаль.
В феврале 2024 года на чемпионате Европы в Софии Сара завоевала малую серебряную медаль в упражнении толчок (128 кг).
На чемпионате Европы 2025 года в Кишинёве в весовой категории до 64 кг завоевала золотую медаль с итоговым результатом 223 кг. В упражнении «толчок» Сара завоевала малую золотую медаль (127 кг).